# لويجي ألفا
لويجي ألفا (بالإسبانية: Luigi Alva) هو مغني ومغني أوبرا بيروفي، ولد في 10 أبريل 1927 في ليما في بيرو.

## وصلات خارجية
- لويجي ألفا على موقع IMDb (الإنجليزية)
- لويجي ألفا على موقع ميوزك برينز (الإنجليزية)
- لويجي ألفا على موقع أول ميوزيك (الإنجليزية)
- لويجي ألفا على موقع ديسكوغز (الإنجليزية)
- لويجي ألفا على موقع قاعدة بيانات الفيلم (الإنجليزية)